# District de Licheng (Putian)
Pour les articles homonymes, voir Licheng.
Le district de Licheng (荔城区 ; pinyin : Lìchéng Qū) est une subdivision administrative de la province du Fujian en Chine. Il est placé sous la juridiction de la ville-préfecture de Putian.